# Història de la Unió Europea

Evolució territorial de la Unió Europea.

La història de la Unió Europea fa referència als fets polítics que han afectat aquesta organització. La història dels diversos estats que la componen és tractada de manera separada a l'article de cada país. La Unió Europea és una entitat geopolítica que cobreix una gran part del continent europeu. Es basa en nombrosos tractats i ha estat objecte d'ampliacions que han dut de sis estats membres originalment a vint-i-set el 2007, la majoria d'estats d'Europa. Els seus orígens es remunten al període posterior a la Segona Guerra Mundial, en particular la fundació el 1951 de la Comunitat Europea del Carbó i de l'Acer a París, després de la Declaració Schuman, i els Tractats de Roma, el constitutiu de la Comunitat Econòmica Europea i el de la Comunitat Europea. Actualment ambdós organismes formen part de la Unió Europea, que es formà sota aquest nom el 1992. A partir dels anys 1960, Brussel·les s'ha consolidat com la capital de facto de la UE, cosa que ha portat a la creació de l'anomenat Barri europeu d'aquesta ciutat.

## Antecedents

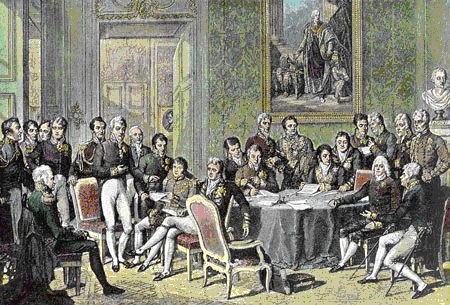
El Congrés de Viena, de Jean-Baptiste Isabey (1819).

Grans zones d'Europa havien estat unificades per imperis construïts per mitjà de la força, com ara l'Imperi Romà, l'imperi franc, Sacre Imperi, el Primer Imperi Francès i l'Alemanya nazi. Algunes unions dinàstiques proporcionaren mitjans pacífics per una certa consolidació dels territoris europeus, tot i que també, en menor mesura, unions a nivell de país, com la República de les Dues Nacions, Imperi Austrohongarès i l'Imperi Otomà.
En gran part a causa dels efectes devastadors de la guerra diversos personatges consideraren la idea d'una certa forma d'Europa unificada, en particular, William Penn, Victor Hugo, Richard Coudenhove-Kalergi i Giuseppe Mazzini. Aquestes idees prengueren més impuls a l'Europa Occidental després de la Primera Guerra Mundial, amb la pèrdua massiva de vides que comportà, però no fou fins després de la Segona Guerra Mundial que es donaren passos reals. L'impacte devastador de les guerres mundials no crearen tal efecte ideològic a Rússia, potser perquè s'adheria a una ideologia pròpia, la del comunisme.

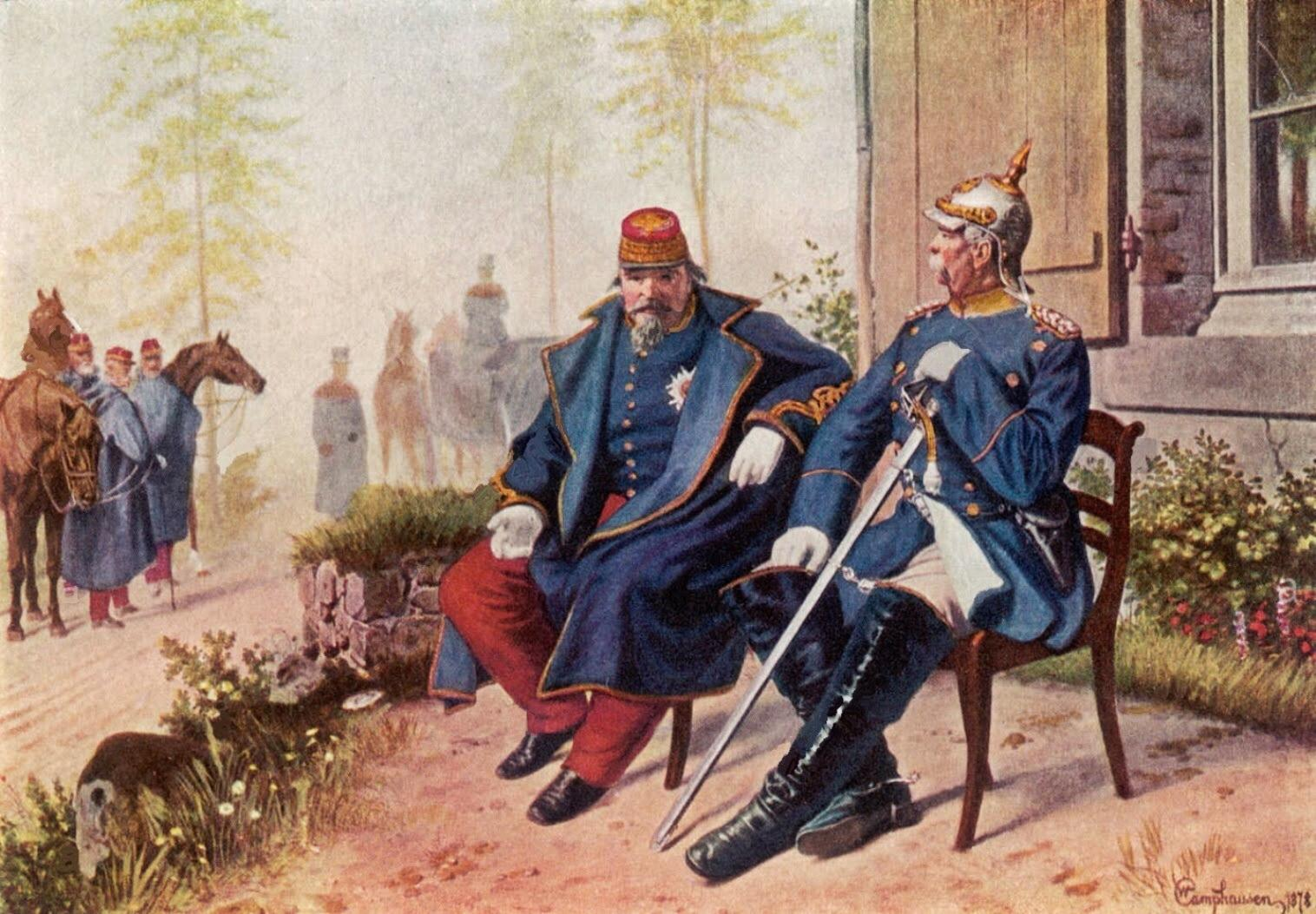
Otto von Bismarck (amb casc) i Napoleó III de França després de la batalla de Sedan (1870)

Un exemple d'organització formada entre les dues guerres per promoure la idea de la Unió Europea és la Unió Internacional Paneuropea.
La Primera Guerra Mundial i les seves nefastes conseqüències marcarien l'inici del procés de cooperació i, més tard, integració de la futura Unió Europea. El conflicte suposaria l'assentament de la voluntat de crear un ambient en el qual no fossin possibles els conflictes bèl·lics al continent. D'aquesta manera, seria en aquest període que sorgirien les primeres iniciatives, que tenien un caràcter privat.
N'és un exemple el Tractat de Locarno, signat per Bèlgica, Gran Bretanya, Itàlia i Alemanya el 1925 per fixar les fronteres occidentals alemanyes. Cal destacar la crida que es fa a la solució pacífica dels conflictes entre nacions.

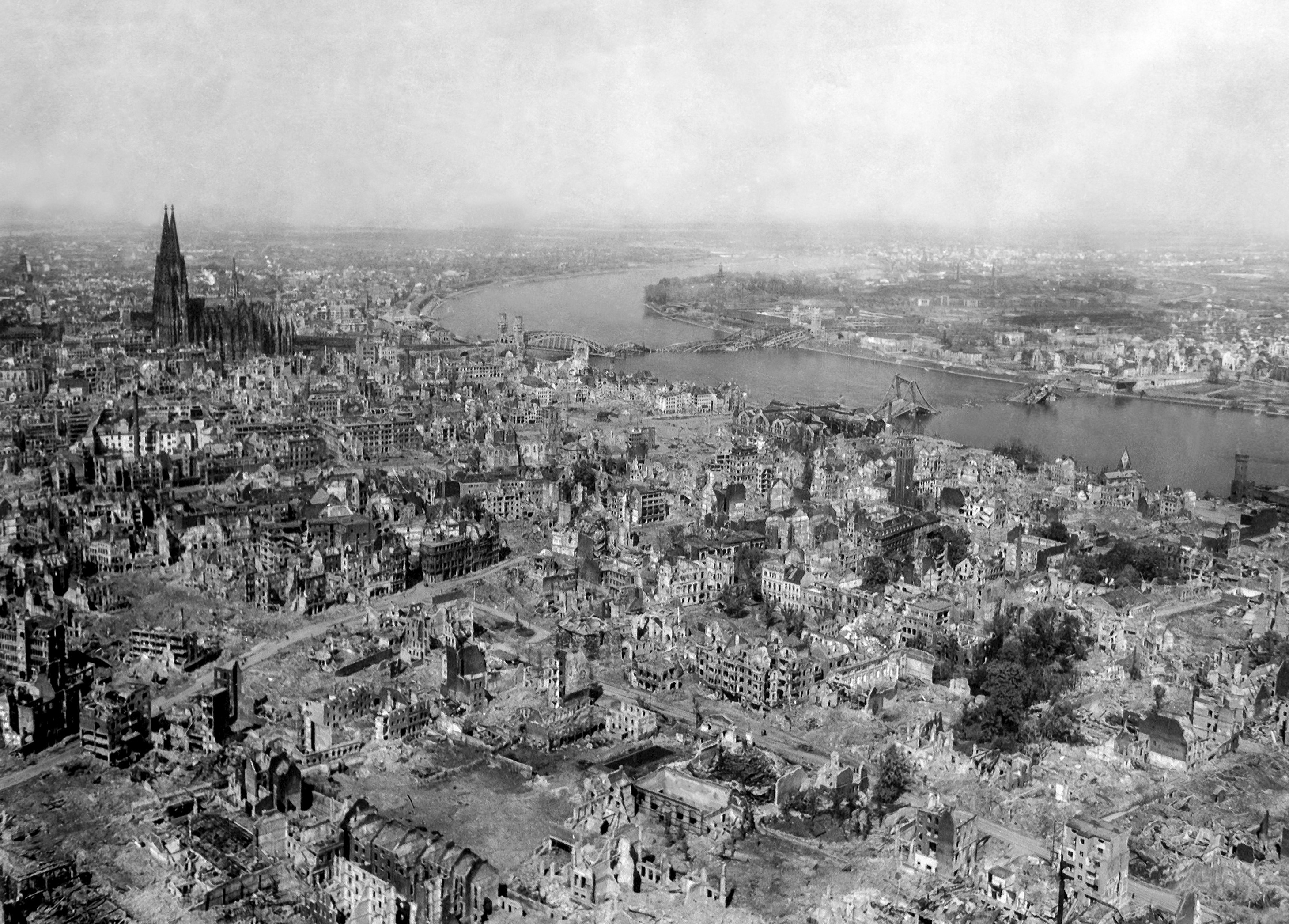
Colònia arrasada per la guerra (1945)

Tots aquests esforços no tindrien un resultat pràctic més enllà de deixar testimoni de la pujada d'una voluntat per part de reduïts grups d'elits, i que cap d'ells no tindria repercussió efectiva, com a mínim a curt termini. Això és degut al radical desplome que suposa la Gran Depressió, així com l'aparició i auge del feixisme i el nazisme, amb plantejaments teòrics que topaven amb la concepció de cooperació i confraternització entre els estats europeus.
Després de la fi de la Segona Guerra Mundial, les economies dels països d'Europa sortiren danyades de manera crítica, cosa que posà fi a la tradicional hegemonia europea al món. Les dues noves superpotències (la Unió Soviètica i els Estats Units) tenien un poder econòmic, polític i militar superior al del conjunt dels estats europeus. Davant d'aquesta situació, nombroses tendències polítiques pretenien reconstruir Europa com una nova nació unificada, per evitar tornar a un enfrontament entre els estats europeus. Les dues guerres mundials s'havien iniciat com a conflictes europeus i, per això, el continent havia estat el principal camp de batalla.
Malgrat les iniciatives per una Europa unida, l'inici de la guerra freda frenà qualsevol impuls en aquest sentit.

## Projecte Kalergi
El projecte Kalergi, impulsat per Richard Coudenhove-Kalergi, fracassà a causa de la rivalitat entre Alemanya i França. Pretenia assentar una federació de caràcter paneuropeu que previngués els conflictes interns del continent, així com la creació de vies de resolució pacífica de controvèrsies entre els països europeus.

## Projecte Stresemann
El projecte Stresemann aspirava a reintegrar Alemanya a la societat internacional. Gustav Stresemann, ministre d'afers exteriors, aconseguí incorporar el seu país a la Societat de Nacions (SDN) el 1926.

## Projecte Briand
La idea del primer ministre francès, Aristide Briand, fou proposada en un discurs a l'assemblea de la SDN el 1929 i se centrava a aconseguir superar la rivalitat francoalemanya mitjançant la creació d'un eix entre ambdós països, que permetés articular una Unió Europea que previngués un nou conflicte. Proposava com a principal objectiu la creació d'una federació de nacions europees que busqués la cooperació política i social, així com el creixement de l'economia.

## Primers passos concrets
Per garantir que Alemanya no pogués amenaçar la pau, la seva indústria pesant fou desmantellada parcialment.
Després de declaracions com la crida el 1946 de Winston Churchill per crear els "Estats Units d'Europa", el 1949 s'establí el Consell d'Europa com a primera organització paneuropea. L'any següent, el 9 de maig del 1950, el ministre d'afers exteriors francès Robert Schuman proposà la integració d'una Comunitat Europea del Carbó i de l'Acer d'Europa que impliqués els dos elements necessaris per a fabricar armes de guerra. Basant-se en aquest discurs, França, Itàlia, els països del Benelux (Bèlgica, els Països Baixos i Luxemburg), juntament amb l'Alemanya Occidental firmaren el Tractat de París el 18 d'abril de 1951 la creació de la Comunitat Europea del Carbó i de l'Acer, que començà a operar el 1952, i l'any següent, que s'encarregà del paper de l'autoritat Internacional per la Conca del Ruhr i aixecà algunes restriccions sobre la productivitat industrial alemanya. Donà origen a les primeres institucions, com ara l'Alta Autoritat (avui la Comissió Europea) i l'Assemblea Comuna (ara el Parlament Europeu). Els primers presidents d'aquestes institucions foren Jean Monnet i Paul-Henri Spaak, respectivament.

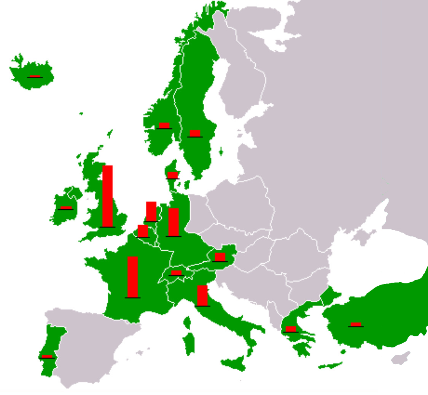
Països d'Europa que reberen ajudes del Pla Marshall. Les columnes vermelles indiquen la quantitat de diners rebuts.

El primer contratemps de la construcció europea es presenta el 1954 quan França es nega a ratificar el tractat sobre el projecte de Comunitat Europea de Defensa, (CED) signat el 1952. El fracàs és a causa de la voluntat dels gaullistes de mantenir la independència militar del seu país, sumada al rebuig de l'aleshores poderós partit comunista que considerava la CED nociva per l'Exèrcit Roig.
Per tal de dotar la Comunitat d'una seu central, Schuman i Konrad Adenauer promouen l'anomenat "estatut del Sarre" que és rebutjat per la població local via referèndum.
Després d'aquests intents fracassats, els líders es reuniren a la Conferència de Messina i establiren el Comitè Spaak, que elaborà l'Informe Spaak. L'informe fou acceptat a la Conferència de Venècia (29 i 30 de maig del 1956), on es prengué la decisió d'organitzar una Conferència Intergovernamental. La Conferència Intergovernamental sobre el mercat comú i Euratom, centrat en la unitat econòmica, donant lloc als Tractats de Roma se signà el 25 de març de 1957, que establí la Comunitat Econòmica Europea (CEE) i la Comunitat Europea de l'Energia Atòmica (Euratom) entre els membres. El març de 1958 es reuní el que avui en dia és el Parlament Europeu, format aleshores per membres delegats pels parlaments nacionals.
Les dues comunitats es crearen per separat de la CECA, tot i que comparteixen els mateixos tribunals i l'Assemblea Comuna. Els executius de les noves comunitats foren anomenats comissions, a diferència de l'Alta autoritat. La CEE fou dirigida per Walter Hallstein i Euratom fou dirigida per Louis Armand. La missió Euratom seria integrar els sectors de l'energia nuclear, mentre que la CEE desenvoluparia una unió duanera entre els membres.

## Consolidació

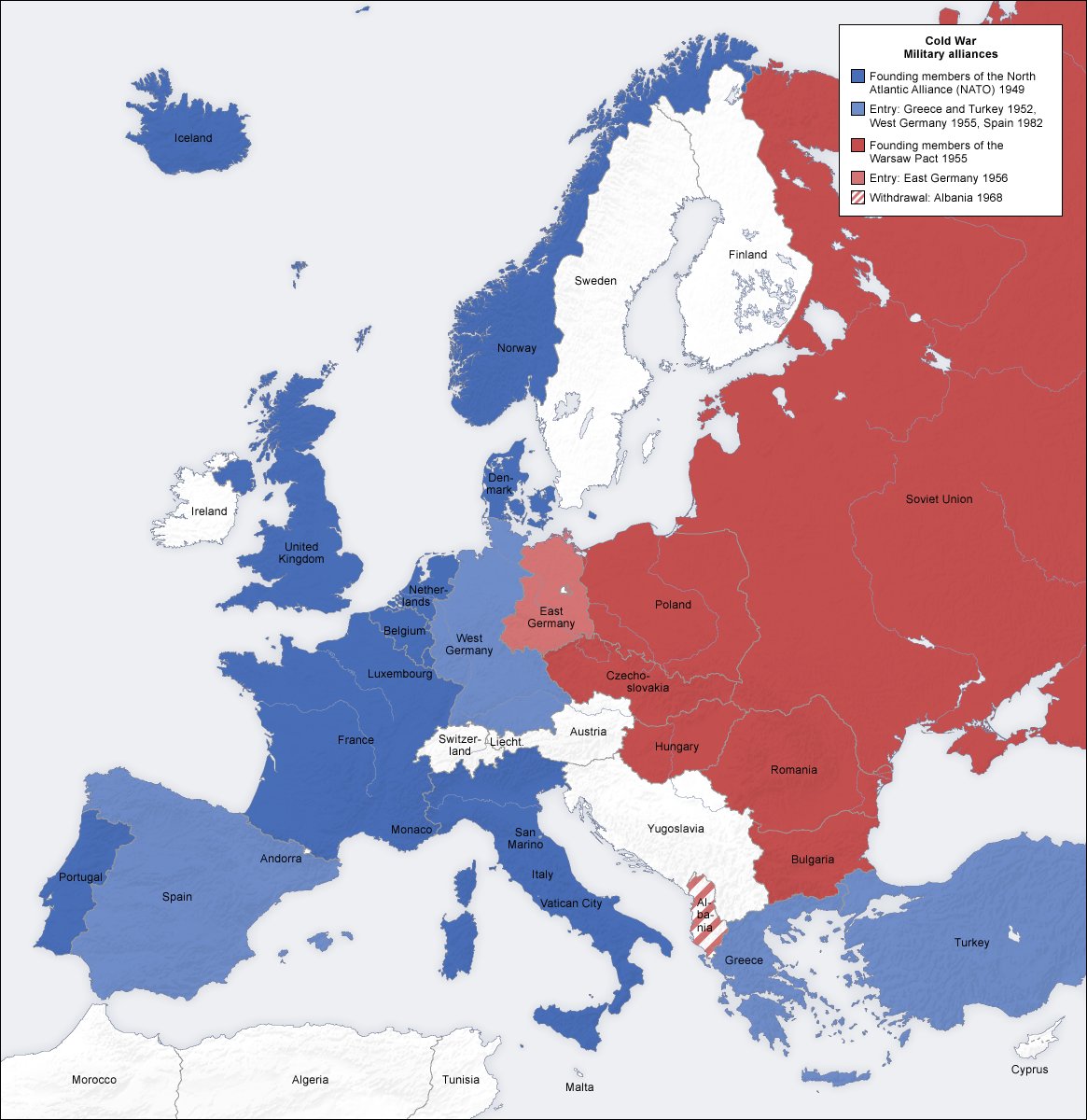
Divisió del continent arran de la guerra freda entre els aliats de l'OTAN i l'Europa comunista

Per crear un contrapès a la Comunitat Econòmica europea, el Regne Unit i sis altres països formaren l'Associació Europea de Lliure Comerç (AELC) el 1960, però després de l'èxit de la CEE, el Regne Unit inicià negociacions pel seu ingrés el 1961, però Charles de Gaulle s'oposà reiteradament al seu ingrés a la CEE, raó per la qual el Regne Unit hagué d'esperar que De Gaulle es retirés del govern francès per veure acceptada la seva candidatura.
El 1962 s'establí la Política Agrícola Comuna (PAC) en crear-se el mercat únic pels productes agrícoles i una política de solidaritat mitjançant el Fons Europeu d'Orientació i Garantia Agrícola (FEOGA). Els objectius econòmics del Tractat de la CEE es compliren gradualment i les tres comunitats (CEE, CECA i Euratom) fusionaren els seus respectius executius al juliol del 1967.
Al llarg de la dècada del 1960 es presentaren tensions amb França que tractava de limitar el poder supranacional i rebutjar l'adhesió del Regne Unit. Tanmateix, el 1965 s'arribà a un acord per fusionar les tres comunitats en virtut d'un únic conjunt d'institucions, un consell i una comissió, i, per tant, el Tractat de Fusió va ser signat a Brussel·les i entrà en vigor l'1 de juliol del 1967, donant origen a les Comunitats Europees.
Els aranzels entre els països membres foren suprimits el 1968, quan s'adoptà un aranzel comú pels productes procedents de tercers països. D'aquesta manera entrà en vigor la Unió Duanera.
La unió comença a tenir sol·licituds d'incorporacions, però fins al 1973 no es fa una primera ampliació amb Irlanda, el Regne Unit i Dinamarca. L'any següent es proposà que s'elegira el parlament mitjançant sufragi universal directe i es decidí crear el Fons Europeu de Desenvolupament Regional.
El 1975 es creà el Tribunal de Comptes Europeu.
El 29 d'abril del 1976, els partits cristians d'Europa funden el Partit Popular Europeu amb els partits nacionals fundadors següents: la italiana Democràcia Cristiana, els neerlandesos Partit Popular Catòlic, Unió Històrica Cristiana i Partit Revolucionari, el luxemburguès Cristià Social, els alemanys Unió Demòcrata Cristiana i Unió Social Cristiana de Baviera, els francesos Centre Democràtic i Unió de Centristes del Progrés, els belgues Partit Popular Cristià i Partit Social Cristià i l'irlandès Família Irlandesa.
El 1979 fou elegit també el Parlament Europeu, però amb ajustaments diferents que varien de país a país. El parlament, sense poders reals (pot rebutjar el projecte de pressupost de la junta, com en efecte passà, però el consell pot seguir gastant massa) és l'òrgan del que surten els projectes de reforma i les propostes per la seva aplicació. Participà en el vot pel primer Parlament Europeu el 63% de la població. El Parlament tornà a dividir-se en la següent manera: el Grup Socialista, 133 escons, el Partit Popular Europeu 107 escons, els Demòcrates Europeus 64 escons, el Grup Comunista 44 escons, el Grup Liberal Demòcrates 40, els Demòcrates Europeus Progressistes 22 escons, els restants 18 llocs no estan registrats, per un total de 410 escons.
Aquell mateix any entrà en vigor el Sistema Monetari Europeu (SME), que suposà el primer pas per la consecució d'una unió econòmica i monetària. També es creà el FEDER, equivalent al FEOGA, per afrontar els problemes de crisi industrial que afecta certes zones.
Durant aquest període, el tema econòmic estava centrat en bona part en la PAC, per la qual cosa el govern britànic exigí una retribució que passà a ser coneguda com a "xec britànic", car en aquest país la indústria agrícola ha tingut menys pes que en altres, com França.

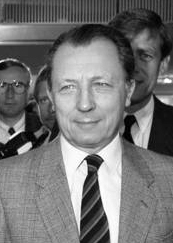
Jacques Delors, president de la Comissió Europea entre el 1985 i el 1995.

El 1980 els partits neerlandesos Partit Popular Catòlic, Unió Històrica Cristiana i Partit Revolucionari, units ja en federació, es integren en la Crida Democristiana, que aviat entrarà al Partit Popular Europeu.
En una segona ampliació s'incorpora Grècia el 1981. La seva adhesió és impulsada particularment per Valéry Giscard d'Estaing que busca frenar les aspiracions de Turquia (enemiga de Grècia en aquella època), que busca el seu ingrés a la unió.
Entre el 14 i 17 de juny se celebraren eleccions del 1984 per la segona renovació del Parlament Europeu. La participació fou del 61%. El Grup Socialista obtingué 130 escons, el Partit Popular Europeu 110 escons, els Demòcrates Europeus 50 escons, el Grup Comunista 40 escons, el Grup Liberal Demòcrates 31 escons, l'aliança Democràtica Europea 29 escons, el Grup Arc Iris 20 escons, les Dretes Europees, format per primera vegada i que consisteix del francès front Nacional, l'alemany Els Republicans i el belga Vlaams Belang, 16 escons i altres 7 escons, per un total de 434 escons.
Al gener del 1985, Jacques Delors assumeix el càrrec de President de la Comissió Europea, iniciant així l'administració més llarga que ha conegut l'executiu de la Unió i que suposà un nou impuls envers la integració, destacant el Llibre Blanc sobre el Mercat Únic dirigit per Lord Cockfield. El resultat fou l'aprovació al febrer del 1986 de l'Acta Única Europea, una vegada que s'havia fet efectiva la incorporació d'Espanya i Portugal. Sent la primera revisió important dels tractats des del Tractat de Fusió, l'Acta es refereix a la reforma institucional, incloent-hi l'ampliació de les competències de la comunitat, en particular en matèria de política exterior. Fou un component important en la realització del mercat únic i que entrà en vigor l'1 de juliol del 1987.
L'1 de gener2019 del 1986 la Comunitat s'amplia amb l'entrada d'Espanya i Portugal. El mes de febrer del mateix any es signà l'Acta Única Europea. El 1987, Turquía sol·licità formalment unir-se a la Comunitat i començà el procés més llarg d'aplicació per qualsevol país.
Després de l'informe Delors es realitzà una reforma dels pressupostos i fons estructurals el 1988.
Entre el 15 i 18 de juny del 1989, la població europea és cridada a votar per la tercera renovació del Parlament Europeu, on assistí el 58,50% de la població. El Parlament Europeu es divideix de la següent manera: el Grup Socialista 180 escons, el Partit Popular Europeu 121 escons, el Grup Liberal Democràtic i Reformista 49 escons, el Grup de l'Esquerra Europea 42 escons, el Grup dels Demòcrates Europeus 34 escons, els Verds 30 escons, l'Aliança Democràtica Europea 20 escons, les Dretes Europees 17 escons, el Grup Arc Iris 13 escons i els altres 27 escons, d'un total de 518 escons.

## Des de la caiguda del mur de Berlín

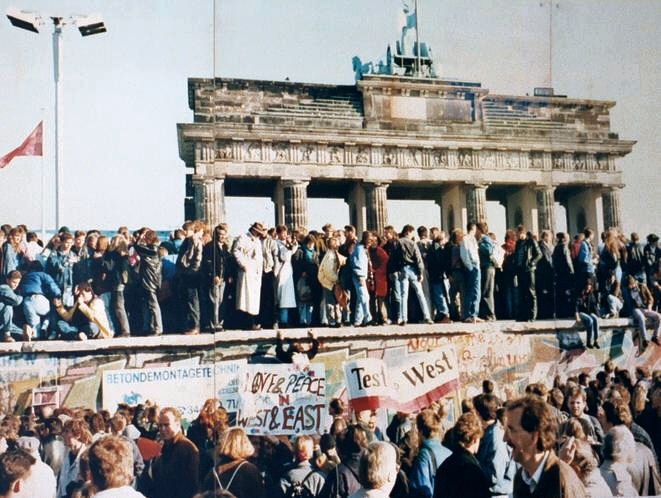
La caiguda del mur de Berlín posà les bases per la integració de diversos països del centre i l'est del continent a la UE.

Aquell mateix any, després dels trastorns a l'est d'Europa, el mur de Berlín caigué juntament amb la cortina de ferro. Alemanya quedà reunificada i s'obrí la porta a l'ampliació cap a l'antic bloc de l'est. Amb la reunificació de les dues Alemanyes (RDA i RFA), s'amplia la superfície de la UE, però no el nombre d'estats membres.

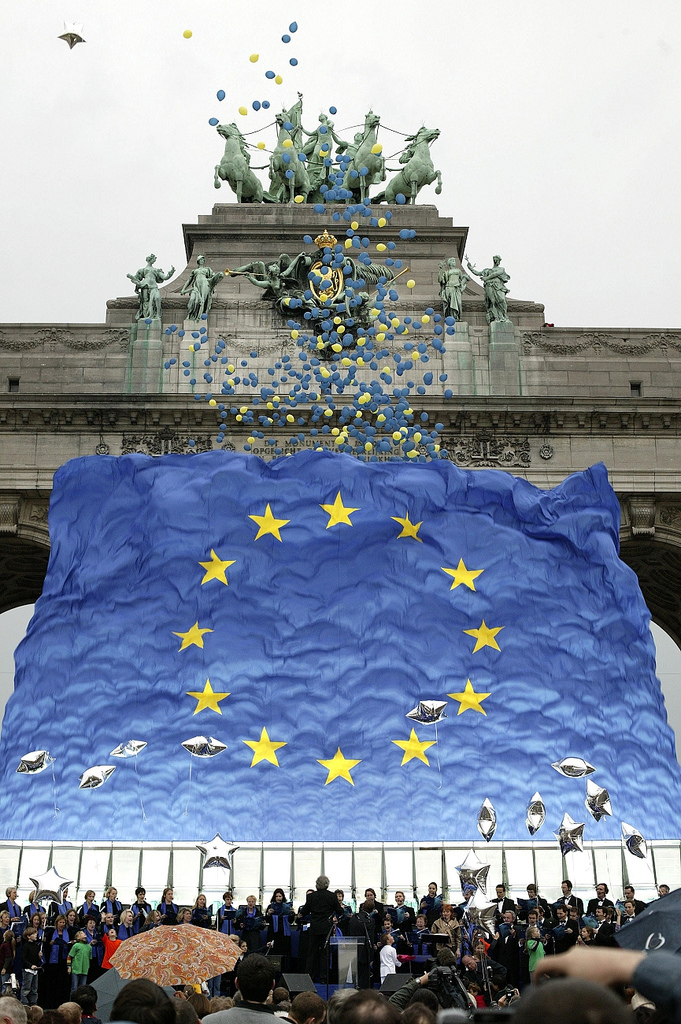
Celebració de la Diada d'Europa, oficial des del Tractat de Maastricht, a Brussel·les

El 1992 fou fundat el Partit Socialista Europeu a la Haia. En aquell partit s'uneixen el Partit Socialista d'Albània, el Partit Socialdemòcrata d'Alemanya, el Partit Socialdemòcrata d'Àustria, el Partit Socialista Belga, el Partit Socialista Búlgar, el Partit Socialdemòcrata Txec, el xipriota Moviment per la Socialdemocràcia, el danès Socialdemòcrates, l'eslovac Direcció - Socialdemocràcia, l'eslovè Partit Socialdemòcrata, el Partit Socialista Obrer Espanyol, el Partit Socialdemòcrata d'Estònia, el Partit Socialdemòcrata Finlandès, el Partit Socialista Francès, el Moviment Socialista Panhel·lènic, el Partit Socialista Hongarès, l'irlandès Partit Laborista, l'italià Demòcrates d'Esquerres, el Partit Obrer Socialdemòcrata Letó, el lituà Partit Socialdemòcrata, el Partit Obrer Socialista Luxemburguès, la Unió Socialdemòcrata de Macedònia, el maltès Partit Laborista, el Partit Laborista Noruec, el neerlandès Partit del Treball, el polonès Aliança de l'Esquerra Democràtica, el portuguès Partit Socialista, el britànic Partit Laborista, el romanès Partit Socialdemòcrata i el Partit Socialdemòcrata Suec.
L'1 de novembre del 1993, en virtut de la tercera Comissió Delors, amb el Tractat de Maastricht (Tractat de la Unió Europea) es feu efectiva la creació de la Unió Europea amb un sistema de pilars inclòs. El 1994, el Consell proposà Jacques Santer com a president de la Comissió, però fou vist com un candidat de segona opció, minant la seva posició. El Parlament aprovà estretament Santer, que utilitzant els nous poders en virtut de Maastricht, exercí major control sobre l'elecció dels Comissaris, assumint el càrrec el 23 de gener del 1995.
Entre el 9 i 12 de juny 1994 els ciutadans europeus foren cridats a votar per la quarta renovació del Parlament Europeu, on assistí el 56,80% de la població. Tanmateix, un any després els ciutadans d'Àustria, Suècia i Finlàndia foren capaços d'elegir més diputats. El Partit Socialista Europeu guanyà 198 escons, el grup Partit Popular Europeu - Demòcrates Europeus 157 escons, el Partit Europeu Liberal Demòcrata Reformista 43 escons, el grup d'extrema esquerra 28 escons, el Grup dels conservadors 27 escons, el Grup Unió per l'Europa de les Nacions 27 escons, Els Verds Europeus - Aliança Lliure Europea 23 escons, l'Aliança Radical Europea 19 escons, el grup dels partits euroescèptics 19 escons, i els altres no membres 27 escons.
L'esfera d'influència de la UE augmenta significativament amb la incorporació d'Àustria, Finlàndia i Suècia. El 1995 s'amplia la unió a l'Europa dels 15. Tanmateix, Noruega ha participat amb Islàndia i Liechtenstein a l'Associació Europea de Lliure Comerç per entrar a l'Espai Econòmic Europeu, creat el 1993. Suïssa tenia planejat entrar, però l'adhesió fou rebutjada en un referèndum nacional. L'any següent, els Acords de Schengen, que entrarà en vigor entre els set membres, ampliant-se per incloure gairebé tots els altres abans de finals del 1996.
El 1997 es va signar el Tractat d'Amsterdam, el qual establí el màxim de 700 eurodiputats, independentment del nombre d'estats membres.
Aquesta dècada també veié el desenvolupament ulterior de l'euro. L'1 de gener del 1994 hi hagué la segona fase de la UE que començarà amb la creació de l'Institut Monetari Europeu, el 1999 fou creat el Banc Central Europeu, amb seu a Frankfurt del Main. L'1 de gener del 2002 bitllets i monedes foren posats en circulació, substituint les antigues divises per complet.
Entre el 10 i 13 de juny del 1999 els ciutadans europeus foren cridats a votar per la quarta renovació del Parlament Europeu, on assistí el 49,80% de la població. El grup del Partit Popular Europeu - Demòcrates Europeus obté 233 escons, el Partit Socialista Europeu 180 escons, l'Aliança dels Demòcrates i Liberals per a Europa 50 escons, el grup europeu d'Els Verds - Aliança Lliure Europea, un grup format per la federació Europea dels Partits Verds i Aliança Lliure Europea, 48 escons, el grup d'esquerra Unitària Europea - Esquerra Verda Nòrdica 42 escons, el grup conservador Unió per a Europa 31 escons, l'Europa de les Democràcies i les diferències, constituït per l'ocasió pel danès Moviment de Juny, els francesos Chasse, Pêche, Nature i Traditions i Combatents per la Sobirania, el neerlandès ChristienUnie, del Partit de la Independència del Regne Unit, la Lliga de les Famílies de Polònia i l'italià Partit Escèptic, 16 escons, i pels altres 8 escons, per un total de 626 escons.
Plantilla:Imagen múltiple
Tanmateix, la debilitat políticomilitar de l'Organització queda plasmada en la seva incapacitat per evitar les guerres iugoslaves, tot i que el desenvolupament de la Política Exterior i de Seguretat Comuna (PESC) rebé un impuls pels conflictes als Balcans. La UE no reaccionà durant el començament del conflicte i les forces de pau de les Nacions Unides no pogueren evitar la massacre de Srebrenica (juliol del 1995) a Bòsnia i Hercegovina, l'assassinat massiu més gran a Europa des de la Segona Guerra Mundial. L'OTAN, finalment hagué d'intervenir a la guerra i portar els combatents a la taula de negociació. El 24 de març del 1999, la situació en Kosovo, dirigit per la declaració de la PESC de la UE a Kosovo i provocà una intervenció de l'OTAN a Kosovo i Sèrbia. Tot i que hi hagué una major participació de la UE en el conflicte de Kosovo que en el conflicte de Bòsnia, el fracàs de la UE per prevenir els conflictes a l'exIugoslàvia, augmentà el desig d'una major eficàcia de la UE en política exterior. Els principis d'experiència en política exterior de la UE foren destacats al Tractat d'Amsterdam (que creà l'Alt Representant), que entrà en vigor l'1 de maig del 1999 i la Declaració del 1997 pels líders occidentals de la Unió Europea sobre el paper d'aquesta organització amb l'OTAN. En resposta, el Tractat de Niça reforçà l'Alt Representant i de la cooperació en política exterior.

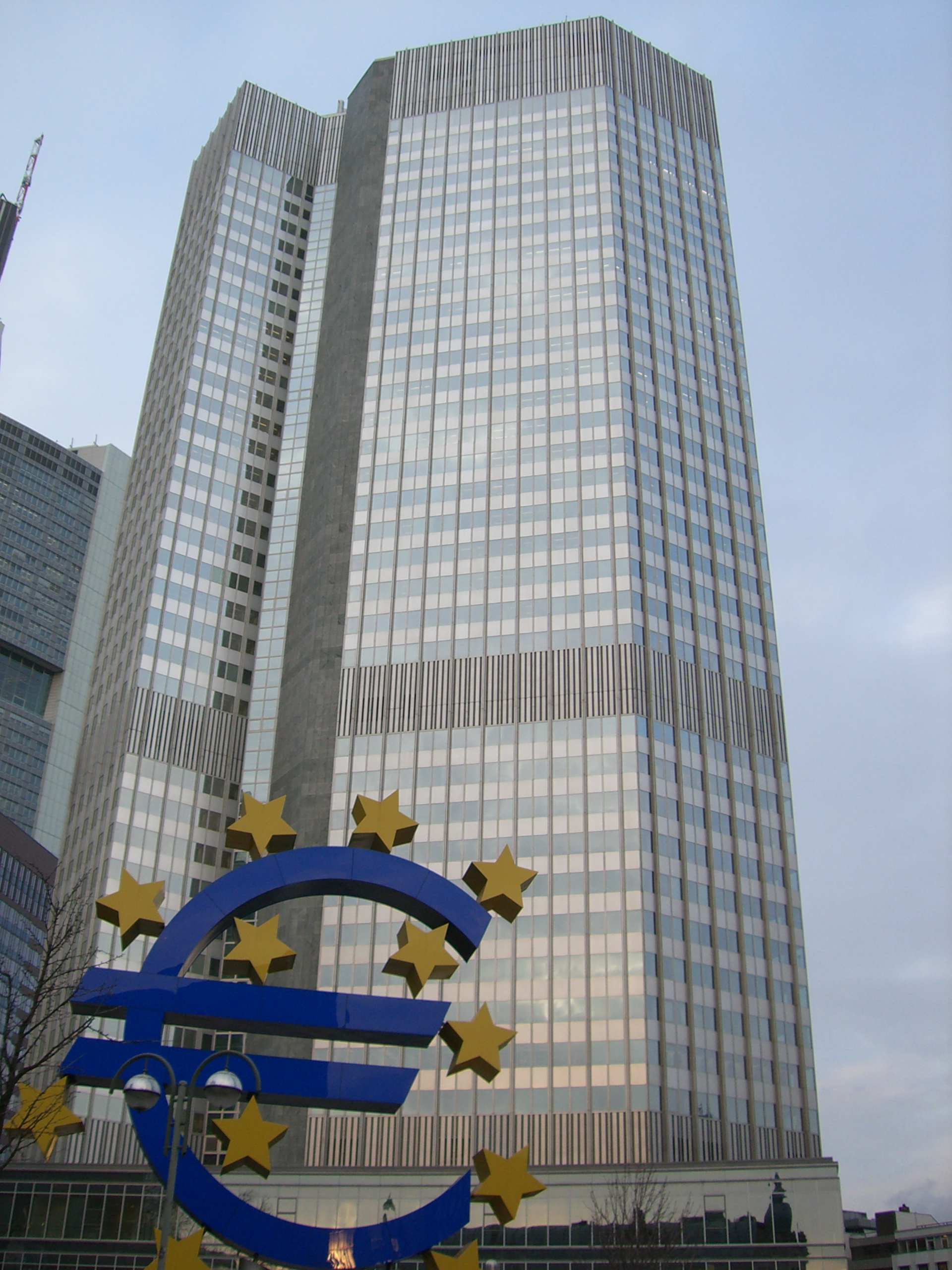
Banc Central Europeu a Frankfurt

La labor de la unió fou ombrejada per la crisi pressupostària al març del 1999. El Parlament es negà a aprovar a la Comissió del 1996 el pressupost de la Comunitat per motius de mala gestió financera, frau i nepotisme. El Parlament establí un comitè per examinar la situació, els resultats del qual foren publicats el 15 de març del 1999 i foren molt crítics de la Comissió. Els socialistes, l'únic partit important de suport a l'executiu, retirà el seu suport a Santer i, amb el Parlament preparar per acomiadar-los, tota la Comissió Santer dimití la mateixa nit de la publicació de l'informe. La crisi produí danys a la posició de la Comissió amb el Consell i el Parlament desafiant la posició de la Comissió en els següents anys. En resposta, l'organisme de control antifrau, l'OELF, fou ràpidament establert per la Comissió.
En les eleccions següents, els socialistes perderen la majoria davant el Partit Popular i la Comissió Prodi s'afanyà a establir el nou organisme de lluita contra el frau, l'OELF. Sota els nous poders del Tractat d'Amsterdam, Prodi fou descrit per alguns com a "Primer Ministre d'Europa". El 4 de juny, Javier Solana fou nomenat Secretari General del Consell i l'enfortiment de l'Alt representant de la Unió Europea per a Afers exteriors i Política de Seguretat. Solana fou també considerat per alguns com el primer ministre de Relacions Exteriors d'Europa.

### Unió de 28 estats ampliada cap a l'est

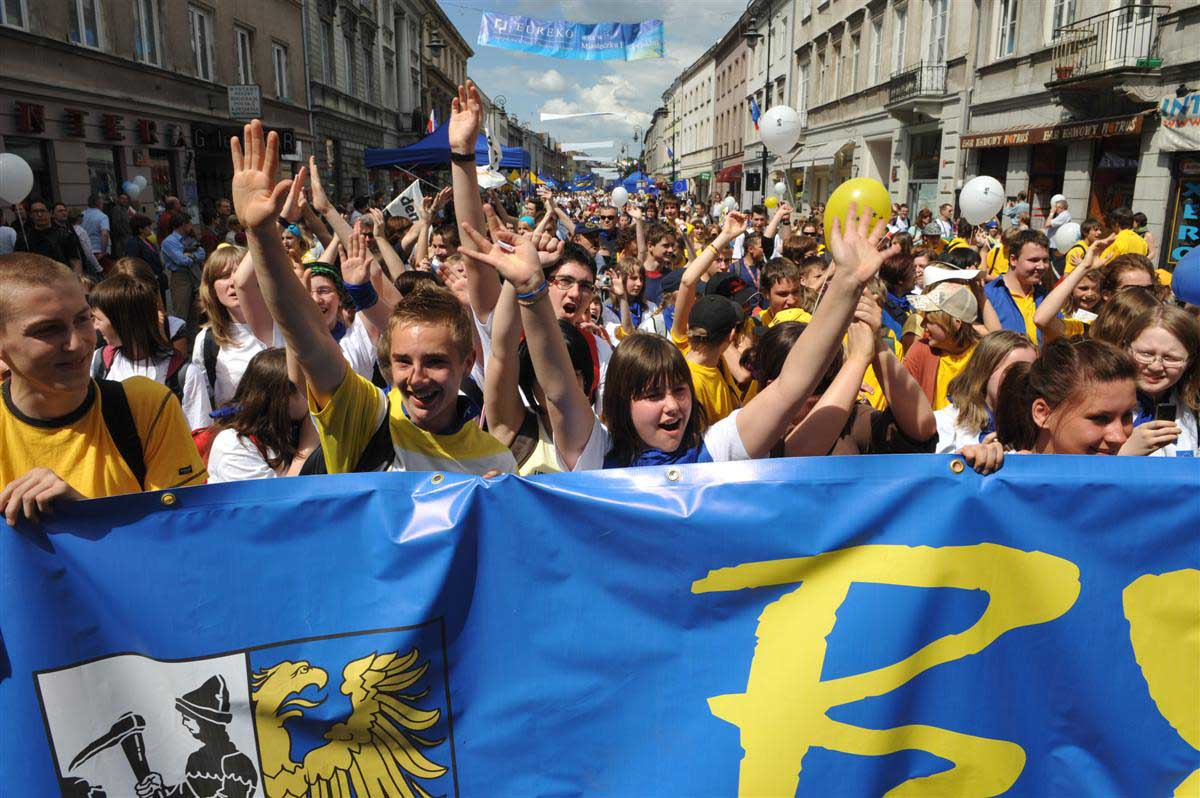
Celebració de la Diada d'Europa a Varsòvia. El 2004 la UE feu una gran ampliació cap a l'Europa ex-comunista.

El Tractat de Niça, que entrà en vigor l'1 de febrer del 2003, feu els preparatius finals abans de l'ampliació del 2004 a deu nous membres: Estònia, Letònia, Lituània, Polònia, República Txeca, Hongria, Eslovàquia, Eslovènia, República de Malta i Xipre. Més tard es donà a Croàcia, Turquia i Macedònia del Nord l'estatus de "candidat oficial", que ja tenien Romania i Bulgària. Tots els quals (tret d'Eslovènia, Malta i Xipre) havien de complir els Criteris de Copenhaguen.
Entre el 10 i el 13 de juny del 2004, els 25 Estats membres participaren en la major elecció transnacional de la història (amb el segon electorat democràtic més gran del món). El resultat de les sisenes eleccions parlamentàries fou una segona victòria pel grup Partit Popular Europeu-Demòcrates Europeus. També la participació de votants caigué novament per sota del 50%.
El 22 de juliol del 2004, José Manuel Barroso, fou aprovat pel nou Parlament com el pròxim president de la Comissió. Tanmateix, el seu nou equip de 25 comissaris s'enfrontà a una ruta més dura. El Parlament s'oposà a alguns dels seus candidats,per la qual cosa es veié obligat a retirar la seva selecció i tractar una vegada més. La Comissió Prodi hagué d'ampliar el seu mandat pel 22 de novembre després que la nova línia de comissaris fos finalment aprovada.
Un tractat constitucional fou signat el 28 d'octubre del 2004. La ratificació del tractat fou iniciada per l'aprovació del Parlament, però alguns estats convocaren referèndums el 2005. El primer fou el que se celebrà a Espanya, on el document fou aprovat amb el 77% de suport. Tanmateix, la ratificació topà amb un obstacle important quan els votants de França i Països Baixos rebutjaren el document. Aquesta ratificació en gran manera s'aturà, amb només uns pocs estats tractant d'aprovar-lo, encara, Luxemburg seguí endavant amb el seu vot i aprovà la constitució amb un 57%. Això no canvià les coses, tanmateix, i els dirigents anunciaren que entrarien en un "període de reflexió" sobre el rebuig.

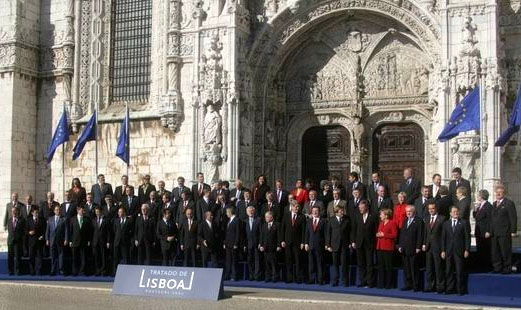
Cerimònia de signatura del Tractat de Lisboa al Monestir dels Jerònims.

El 2007 posà fi formalment als líders d'aquest període i signà la Declaració de Berlín el 25 de març del 2007 (que fou el 50è aniversari dels Tractats de Roma). La declaració tenia per objecte donar un nou impuls a la cerca d'un nou acord institucional per les eleccions del 2009. Més endavant aquell any, el Consell Europeu acordà que la constitució havia fallat, però la majoria dels seus canvis es mantindrien en una que es modificava en virtut de tractats (en contraposició a un que anava a substituir tots els tractats anteriors i han estat "com" elements a ell). El 13 de desembre del 2007 fou signat el tractat, batejat com el Tractat de Lisboa. A diferència de la Constitució, el Tractat de Lisboa només fou sotmès a un referèndum en un estat: Irlanda.
El 2007, la cinquena ampliació es completà amb l'adhesió de Romania i Bulgària l'1 de gener. 53 eurodiputats, el Parlament, juntament amb dos comissaris, pel qual dos nous llocs es crearen en la Comissió. El mateix dia, Eslovènia adoptà l'euro, després que altres candidats com Lituània fossin rebutjats a causa de la inflació. Malta i Xipre adoptaren l'euro l'1 de gener del 2008. Eslovàquia es convertí en el setzè membre de la zona euro l'1 de gener del 2009.
Malgrat la constant percepció de crisi que es viu dins de la UE, el seu producte interior brut és el més gran del món, segons el Fons Monetari Internacional (FMI). El 2005 superà per mil milions d'euros el PIB estatunidenc. D'altra banda, la influència politicomilitar de la UE comença a prendre força, com ha quedat confirmat amb el seu paper a la crisi que enfronta des de 2005 l'Iran i els cinc membres permanents del Consell de Seguretat de Nacions Unides. A això se suma la presència militar de la UE a l'Afganistan i el seu considerable desplegament de forces a l'antiga República Federal Socialista de Iugoslàvia, on la seva intervenció ha estat determinant en el manteniment de la pau, així com en el procés de secessió. La UE també ha intervingut als conflictes electorals de Geòrgia, Ucraïna i Belarús.
El procés de negociació amb Croàcia com a país candidat oficial s'havia aturat durant deu mesos a causa del bloqueig d'Eslovènia a l'adhesió a Croàcia a la UE, que es va aixecar el setembre de 2009 després d'un acord. Des de l'1 de juliol de 2013, Croàcia es va incorporar a la UE com a 28è membre en la sisena ampliació.

## Ampliacions
La crisi financera global va colpejar durament a l'euroescèptica Islàndia i el seu desig de buscar refugi a la UE i l'euro la va portar a presentar la seva primera sol·licitud formal. Es preveia que les negociacions es concloguessin ràpidament. Si es resolguessin les disputes sobre la pesca i el poble islandès ho consentís, Islàndia s'uniria. Durant l'abril de 2013 va ser elegit un nou govern a Islàndia i aquest govern ha congelat les negociacions fins que es pugui celebrar un referèndum del poble.
En un programa d'ampliació continuat, hi ha cinc candidats més Albània, Macedònia del Nord, Montenegro, Sèrbia i Turquia. Els dos estats de Bòsnia i Hercegovina i Kosovo també es troben dins de l'agenda d'ampliació. Al juny de 2023, la República de Moldàvia va rebre l'estatus de candidat a la membre de la Unió Europea , juntament amb Ucraïna.

## Brexit
Després d'un Referèndum sobre la permanència del Regne Unit dins la Unió Europea celebrat en 2016 i la caiguda de Teresa May del govern britànic, sent substituïda per Boris Johnson, es va acordar la sortida per al 31 de gener de 2020.

## Cronologia constitucional
| Signat En vigor Document        | 1948 Primer Tractat de Brussel·les                      | 1951 1952 Tractat de París (1951)              | 1954 1955 Segon Tractat de Brussel·les         | 1957 1958 Tractat de Roma                      | 1965 1967 Tractat de Fusió                     | 1975 N/A Declaració sobre la Unión Europea | 1986 1987 Acta Única Europea | 1992 1993 Tractat de Maastricht | 1992 1993 Tractat de Maastricht | 1997 1999 Tractat d'Amsterdam | 2001 2003 Tractat de Niça | 2007 2009 Tractat de Lisboa (2007) | 2007 2009 Tractat de Lisboa (2007) | buit | buit | buit | buit | buit | buit | buit | buit |
|                                 |                                                         |                                                |                                                |                                                |                                                |                                            |                              |                                 |                                 |                               |                           |                                    |                                    | buit | buit | buit | buit | buit | buit | buit | buit |
| Tres pilars de la Unió Europea: |                                                         |                                                |                                                |                                                |                                                |                                            |                              |                                 |                                 |                               |                           |                                    |                                    | buit | buit | buit | buit | buit | buit | buit | buit |
| Comunitats Europees:            |                                                         |                                                |                                                |                                                |                                                |                                            |                              |                                 |                                 |                               |                           |                                    |                                    |      |      |      |      |      |      |      |      |
|                                 | Comunitat Europea de l'Energia Atòmica (Euratom)        |                                                |                                                |                                                |                                                |                                            |                              |                                 |                                 |                               |                           |                                    |                                    |      |      |      |      |      |      |      |      |
|                                 |                                                         |                                                | Comunitat Europea del Carbó i de l'Acer (CECA) | Comunitat Europea del Carbó i de l'Acer (CECA) | Comunitat Europea del Carbó i de l'Acer (CECA) | Expirà el 2002                             | Expirà el 2002               | Expirà el 2002                  |                                 | Unió Europea (UE)             | Unió Europea (UE)         |                                    |                                    |      |      |      |      |      |      |      |      |
|                                 |                                                         |                                                | Comunitat Econòmica Europea (CEE)              | Comunitat Econòmica Europea (CEE)              | Comunitat Econòmica Europea (CEE)              |                                            |                              | Comunitat Europea (CE)          | Comunitat Europea (CE)          | Unió Europea (UE)             | Unió Europea (UE)         |                                    |                                    |      |      |      |      |      |      |      |      |
|                                 |                                                         | TREVI                                          | TREVI                                          | Afers de Justícia i d'Interior (AJI)           |                                                |                                            |                              | Comunitat Europea (CE)          | Comunitat Europea (CE)          | Unió Europea (UE)             | Unió Europea (UE)         |                                    |                                    |      |      |      |      |      |      |      |      |
|                                 | Cooperación Judicial i Policial en Matèria Penal (CJPP) | TREVI                                          | TREVI                                          | Afers de Justícia i d'Interior (AJI)           |                                                |                                            |                              |                                 |                                 | Unió Europea (UE)             | Unió Europea (UE)         |                                    |                                    |      |      |      |      |      |      |      |      |
|                                 | Cooperació Política Europea (CPE)                       | Política Exterior i de Seguretat Comuna (PESC) | Política Exterior i de Seguretat Comuna (PESC) | Política Exterior i de Seguretat Comuna (PESC) | Política Exterior i de Seguretat Comuna (PESC) |                                            |                              |                                 |                                 | Unió Europea (UE)             | Unió Europea (UE)         |                                    |                                    |      |      |      |      |      |      |      |      |
| Òrgans no consolidats           | Òrgans no consolidats                                   | Unió Europea Occidental (UEO)                  | Unió Europea Occidental (UEO)                  | Unió Europea Occidental (UEO)                  | Unió Europea Occidental (UEO)                  | Unió Europea Occidental (UEO)              |                              |                                 |                                 |                               | Unió Europea (UE)         |                                    |                                    |      |      |      |      |      |      |      |      |
| Òrgans no consolidats           | Òrgans no consolidats                                   | Unió Europea Occidental (UEO)                  | Unió Europea Occidental (UEO)                  | Unió Europea Occidental (UEO)                  | Unió Europea Occidental (UEO)                  | Unió Europea Occidental (UEO)              | Expirà el 2010               |                                 |                                 |                               |                           |                                    |                                    |      |      |      |      |      |      |      |      |
|                                 |                                                         |                                                |                                                |                                                |                                                |                                            |                              |                                 |                                 |                               |                           |                                    |                                    |      |      |      |      |      |      |      |      |